# FA Women's Championship 2018–19
FA Women's Championship 2018–19 sẽ là phiên bản đổi tên đầu tiên của FA Women's Championship, giải đấu thuộc cấp độ hai của bóng đá nữ ở Anh hay còn gọi là Giải hạng Hai, được đổi tên từ FA WSL2 được thành lập vào năm 2014.

## Các đội bóng
| Đội                  | địa điểm    | Sân                      | Sức chứa | Mùa 2017-18            |
| -------------------- | ----------- | ------------------------ | -------- | ---------------------- |
| Aston Villa          | Tamworth    | The Lamb Ground          | 4.000    | 9                      |
| Charlton Athletic    | Thamesmead  | Bayliss Avenue           |          | 1st, WPL Southern      |
| Crystal Palace       | Bromley     | Hayes Lane               | 5.000    | 3rd, WPL Southern      |
| Durham               | Durham      | New Ferens Park          | 3.000    | 4                      |
| Leicester City Women | Quorn       | Sân vận động Farley Way  | 1,400    | 2, WPL Northern        |
| Lewes                | Lewes       | The Dripping Pan         | 3.000    | 5, WPL Southern        |
| London Bees          | Canons Park | Sân vận động The Hive    | 5,176    | 6                      |
| Manchester United    | Leigh       | Leigh Sports Village     | 12.000   | n/a                    |
| Millwall Lionesses   | Bermondsey  | St. Paul's Sports Ground | 2.500    | 3                      |
| Sheffield United     | Sheffield   | Olympic Legacy Park      | 2.000    | 3, WPL Div 1, Midlands |
| Tottenham Hotspur    | Cheshunt    | Sân vận động Cheshunt    | 3.000    | 7                      |

Sau khi tái cấu trúc Women's Super League (WSL) để tiến tới hoàn toàn chuyên nghiệp, tư cách thành viên của cả cấp thứ nhất và cấp hai phải tuân theo một loạt các tiêu chí chung. trong đó tất cả các câu lạc bộ FA WSL2 được giữ lại vị trí của họ ở hạng hai, ngoại trừ Brighton & Hove Albion được đề nghị chơi tại WSL. Oxford United và Watford không nộp đơn xin giấy phép tham dự.
Có năm câu lạc bộ được cấp giấy phép tham dự bao gồm Manchester United, Lewes, Leicester City Women, Sheffield United và Charlton Athletic.
Sheffield công bố vào ngày 24 tháng 6 năm 2018 rằng sẽ rút khỏi giải đấu trước mùa giải, do không đáp ứng được các cam kết tài chính theo yêu cầu của Hiệp hội bóng đá Anh. Doncaster Rovers Belles công bố tương tự vào ngày 12 tháng 7 năm 2018. Một vị trí trong giải đấu sau đó được trao cho Crystal Palace.

## Bảng xếp hạng
| VT | Đội                  | ST | T | H | B | BT | BB | HS  | Đ | Giành quyền tham dự |
| -- | -------------------- | -- | - | - | - | -- | -- | --- | - | ------------------- |
| 1  | Manchester United    | 3  | 3 | 0 | 0 | 20 | 0  | +20 | 9 | Lên chơi tại WSL    |
| 2  | Lewes                | 3  | 3 | 0 | 0 | 9  | 4  | +5  | 9 | Lên chơi tại WSL    |
| 3  | Tottenham Hotspur    | 2  | 2 | 0 | 0 | 5  | 1  | +4  | 6 |                     |
| 4  | Charlton Athletic    | 2  | 1 | 1 | 0 | 4  | 2  | +2  | 4 |                     |
| 5  | Durham               | 2  | 1 | 1 | 0 | 4  | 2  | +2  | 4 |                     |
| 6  | Leicester City Women | 3  | 1 | 0 | 2 | 5  | 7  | −2  | 3 |                     |
| 7  | London Bees          | 3  | 1 | 0 | 2 | 3  | 8  | −5  | 3 |                     |
| 8  | Crystal Palace       | 3  | 0 | 1 | 2 | 2  | 5  | −3  | 1 |                     |
| 9  | Millwall Lionesses   | 3  | 0 | 1 | 2 | 2  | 6  | −4  | 1 |                     |
| 10 | Sheffield United     | 2  | 0 | 0 | 2 | 0  | 5  | −5  | 0 |                     |
| 11 | Aston Villa          | 2  | 0 | 0 | 2 | 0  | 14 | −14 | 0 |                     |

1. ↑  Phụ thuộc vào việc có giấy phép thi đấu hay không.